# Kanton Oloron-Sainte-Marie-2
 Oloron-Sainte-Marie-2 is een kanton van het Franse departement Pyrénées-Atlantiques. Het kanton maakt deel uit van het arrondissement  Oloron-Sainte-Marie.  

Het telt 21.888 inwoners in 2018.

Het kanton  werd gevormd ingevolge het decreet van 25 februari 2014 met uitwerking op 22 maart 2015 met Oloron-Sainte-Marie als hoofdplaats.

## Gemeenten
Het kanton Oloron-Sainte-Marie-2 omvat volgende gemeenten:
- Arudy
- Aste-Béon
- Béost
- Bescat
- Bielle
- Bilhères
- Buziet
- Buzy
- Castet
- Eaux-Bonnes
- Escou
- Escout
- Estialescq
- Estos
- Gère-Bélesten
- Goès
- Herrère
- Izeste
- Laruns
- Lasseube
- Lasseubetat
- Ledeuix
- Louvie-Juzon
- Louvie-Soubiron
- Lys
- Ogeu-les-Bains
- Oloron-Sainte-Marie (hoofdplaats) ( deel : rechteroever )
- Poey-d'Oloron
- Précilhon
- Rébénacq
- Sainte-Colome
- Saucède
- Sévignacq-Meyracq
- Verdets